# Panafrický parlament
Panafrický parlament vznikl v březnu 2004. Jeho sídlem je jihoafrický Midrand. Svým postavení a pravomocemi se blíží Parlamentnímu shromáždění ESUO a Evropských společenství v jeho rané fázi. Poté, co všechny členské státy ratifikují příslušný protokol, bude mít 265 členů z 53 členských zemí. Každý stát je zastoupen shodným počtem pěti poslanců, mezi nimiž musí být podle Protokolu alespoň jedna žena. Panafrický parlament plní poradní funkci při Shromáždění hlav států. Postupně by se měl vyvinout v těleso s řádnými legislativními pravomocemi volené ve všeobecných přímých volbách.